# Monticiano
Monticiano ist ein Ort mit 1649 Einwohnern (Stand 31. Dezember 2023) in der Provinz Siena, Region Toskana in Italien.

## Geografie

Lage von Monticiano in der Provinz Siena

Der Ort erstreckt sich über 109 km². Er liegt ca. 20 km südöstlich der Provinzhauptstadt Siena und ca. 65 km südöstlich der Regionalhauptstadt Florenz in der Hügelkette der Colline Metallifere (Erzhügel). Die Gemeinde liegt in der klimatischen Einordnung italienischer Gemeinden in der Zone D, 1 983 GR/G und wird im Norden von dem Fluss Feccia und im Süden von der Farma begrenzt, die hier ebenfalls als Grenze zur Provinz Grosseto (Gemeinde Roccastrada) dient. Der Merse durchfließt das Gemeindegebiet, dient aber ebenfalls als Grenzfluss im Nordwesten (zu Chiusdino), im Norden und im Osten (Murlo).
Zu seinen Ortsteilen zählen Bagni di Petriolo, Iesa, San Lorenzo a Merse, Tocchi und Scalvaia. 
Die Nachbargemeinden sind Chiusdino, Civitella Paganico (GR), Murlo, Roccastrada (GR) und Sovicille.

## Geschichte
Erste Erwähnung findet das „Castello di Monticiano“ im Jahre 1189 in einem Schriftstück von Papst Clemens III., als das Castello im Einflussbereich des Bischofs von Volterra lag. Nach der Schlacht bei Benevent 1266 wurde es von Siena besetzt, da der Ort den flüchtigen Ghibellinen Zuflucht gab. Während des Krieges zwischen Siena und Florenz und noch vor der Niederlage Sienas wurde Monticiano am 30. November 1554 Teil des Herzogtum Toskana.
Im Zweiten Weltkrieg erlitt der Ort erhebliche Schäden. So wurden der Antico Palazzo Comunale (13. Jahrhundert, auch Palazzo Pretorio und Palazzo del Podestà genannt) sowie das Haupttor der Stadtmauern, die Porta Maggiore (auch Porta Senese und Porta di Sopra genannt, lag vor der Kirche Giusto e Clemente) zerstört.

## Sehenswürdigkeiten

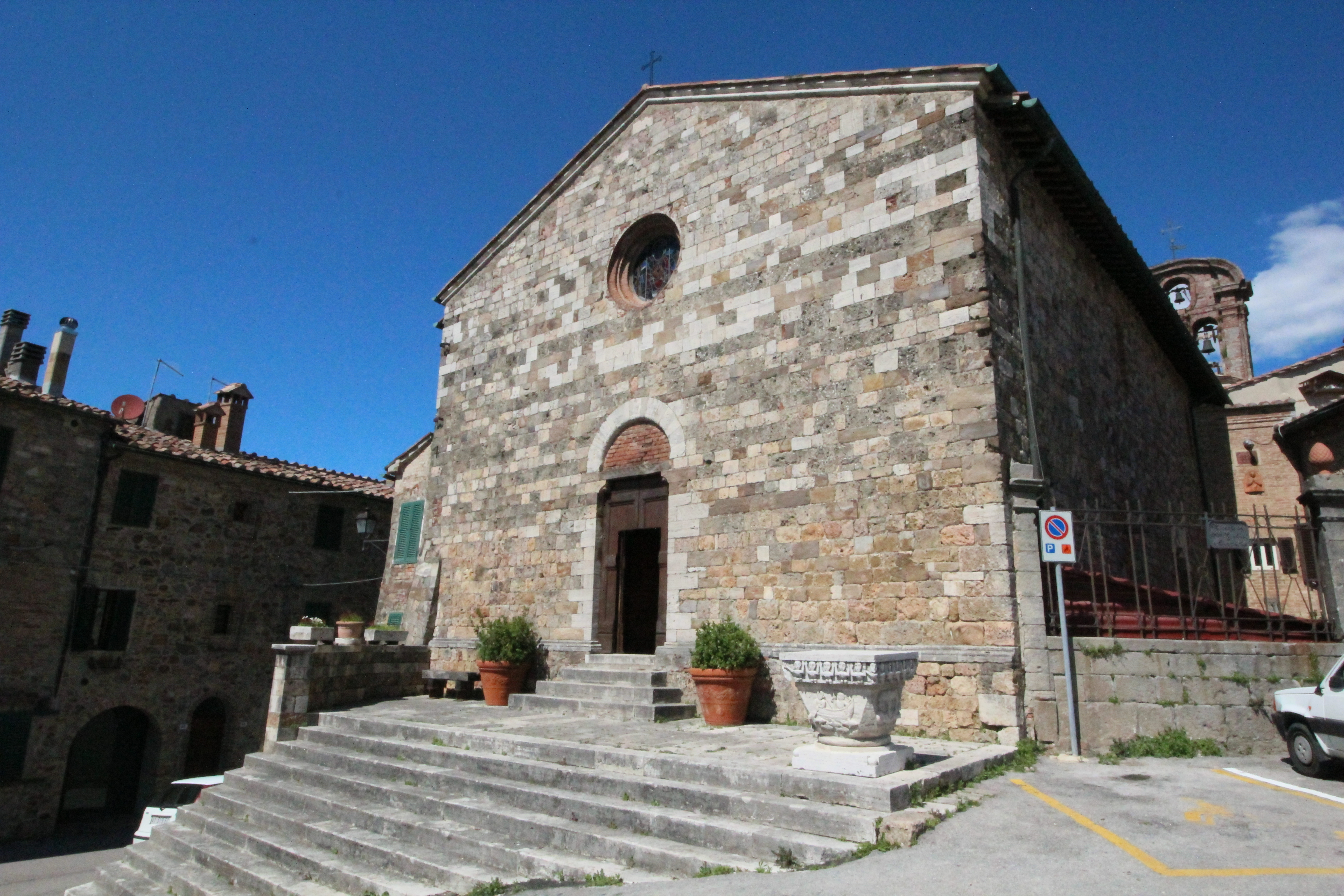
Die Chiesa dei Santi Giusto e Clemente

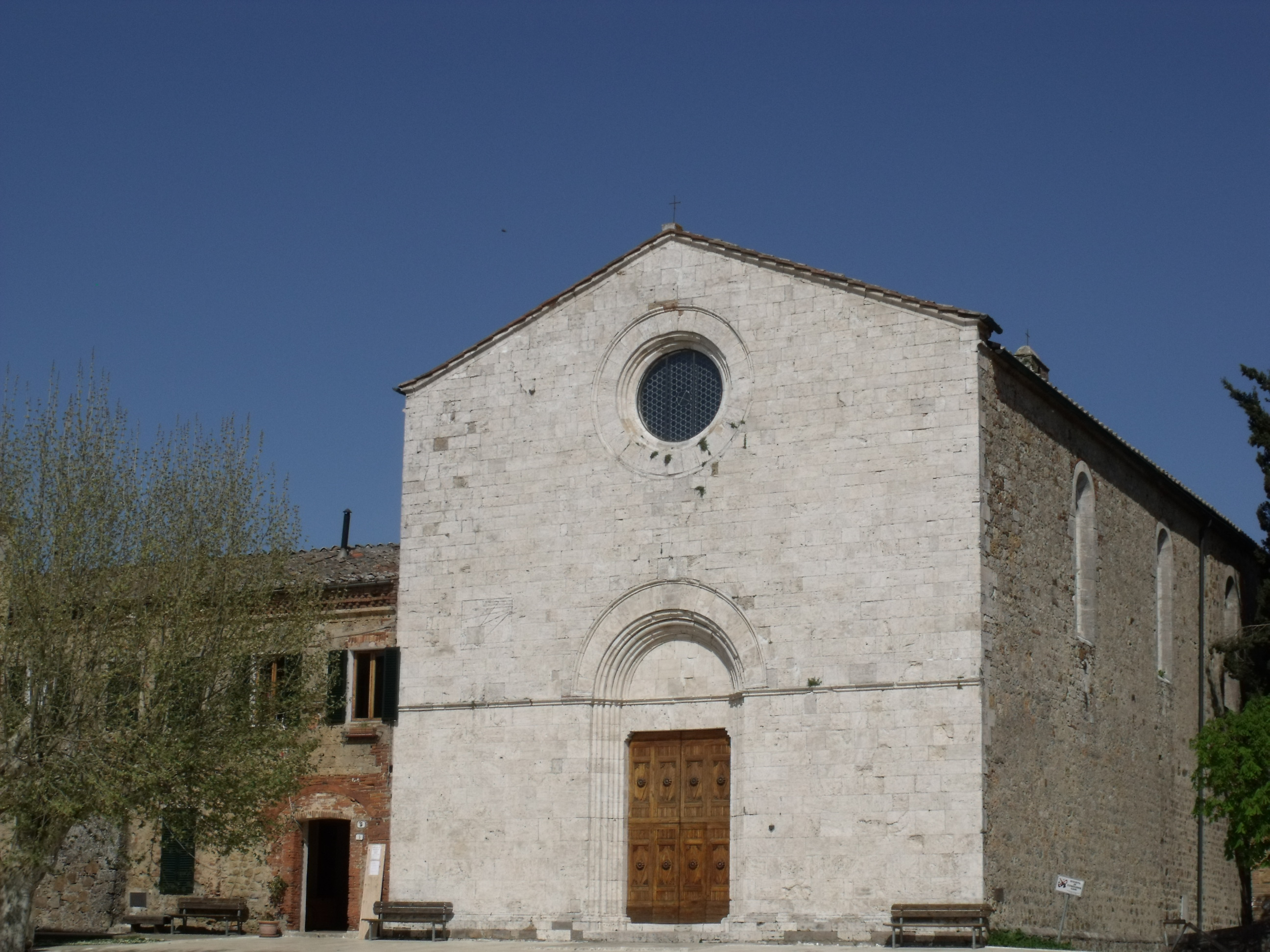
Die Chiesa del Beato Antonio Patrizi

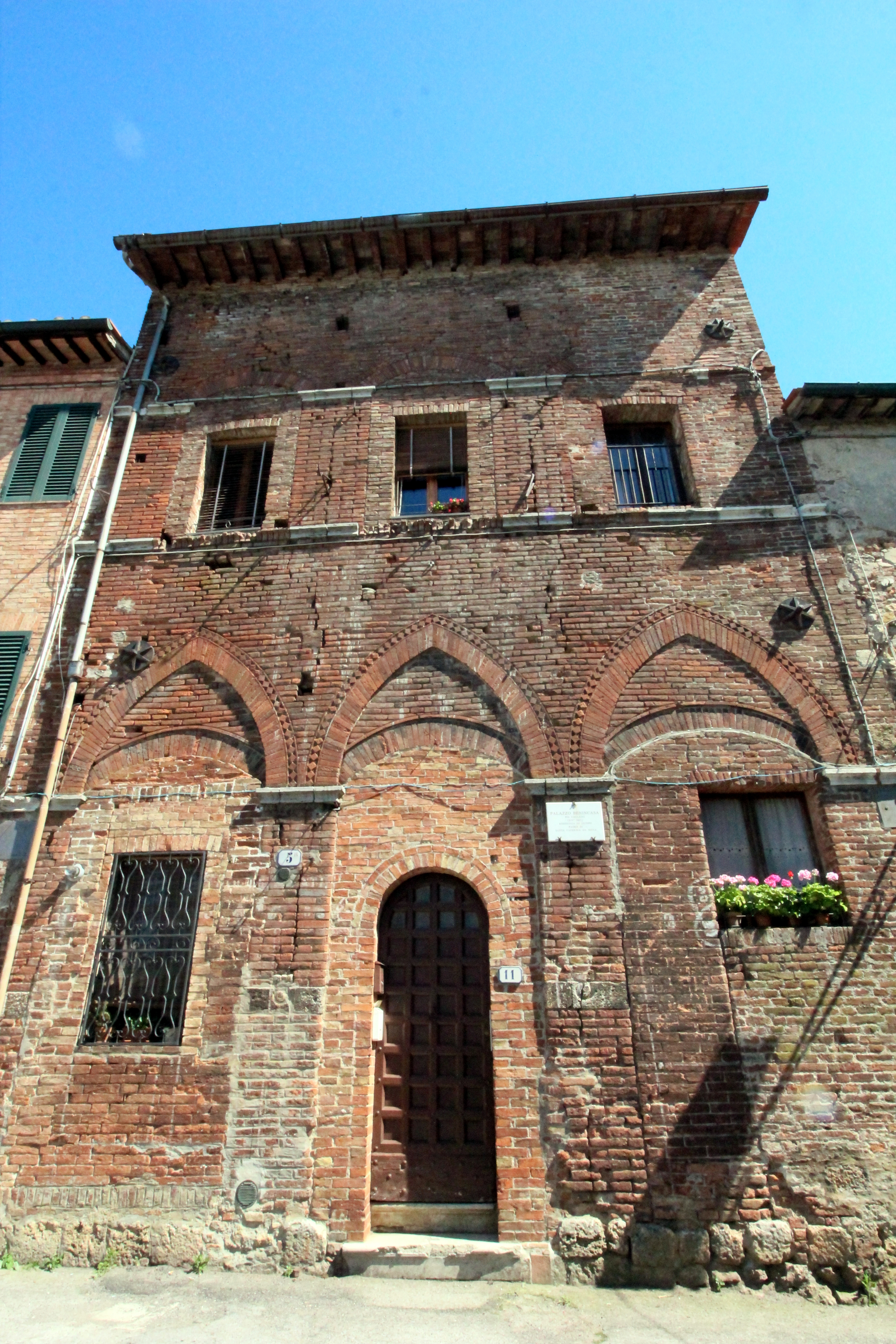
Der Palazzo Callaini

- Chiesa dei Santi Giusto e Clemente, romanische Kirche im Ortszentrum.[6]
- Chiesa del Beato Antonio Patrizio[6] (eigentlich Chiesa dei Santi Pietro e Paolo, auch Sant’Agostino[7]), romanische Kirche am Ortseingang, die nach dem Schutzheiligen des Ortes benannt wurde. Enthält den Convento di Sant’Agostino (Konvent des Augustinus), eine Sakristei und einen Kreuzgang aus dem 14. Jahrhundert. Über dem linken Altar befindet sich das Gemälde Morte del Beato Antonio Patrizi von Rutilio Manetti.[6]
- Palazzo Callaini, Gebäude im Ortskern (Piazza Garibaldi), ca. 13. Jahrhundert. Gehörte im 14. Jahrhundert wahrscheinlich den Benincasa, der Familie der Katharina von Siena. Diente später als Diensthaus des Vertreters von Siena und als Justizpalast. Der Name Callaini geht auf die Familie der Callaini zurück, Besitzer des Hauses im 19. Jahrhundert.[8]
- Palazzo Barsini, Via Barazzuoli, 18. Jahrhundert.[9]
- Porta Maremmana, einziges noch vorhandene Tor der mittelalterlichen Stadtmauern.[5]
- Santa Maria in Canonica, Kirche kurz außerhalb des Ortes an der Straße nach San Galgano. Wurde erstmals im 13. Jahrhundert dokumentiert und 1821 verändert.[10]
- Il Parco di Kurt Laurenz Metzler, Skulpturengarten in Iesa.

## Verkehr
Durch das östliche Gemeindegebiet führt die Strada Statale 223 di Paganico.

## Persönlichkeiten
- Luciano Moggi (* 1937), Fußball-Manager und Spielervermittler
- Giordano Bruno Guerri (* 1950), Historiker, Journalist und Schriftsteller